# Brigitte Sættem
Brigitte Sættem (Molde (Møre og Romsdal), 9 de julho de 1978) é uma ex-handebolista profissional norueguesa, medalhista olímpica.
Brigitte Sættem fez parte da geração medalha de bronze em Sydney 2000.